# Dzierzki
Dzierzki (niem. Dziersken, w latach 1936–1945 Althöfen) – osada w Polsce położona w województwie warmińsko-mazurskim, w powiecie szczycieńskim, w gminie Jedwabno przy drodze krajowej nr 58.

## Historia
Dzierzki zostały założone w 1612 roku w ramach kolonizacji okręgu szczycieńskiego przez Prusy Książęce.
W latach 1975–1998 miejscowość administracyjnie należała do województwa olsztyńskiego.

## Dobra kultury[3]
- cmentarz znajdujący się przy drodze na skraju wsi kryje w sobie prochy wielu pokoleń Dzierzków.